# サウスウェスタン大学 (テキサス州)
サウスウェスタン大学（サウスウェスタンだいがく、Southwestern University、略称：Southwestern, SU）は、アメリカ合衆国テキサス州ジョージタウンにある私立4年制の学部だけから成るリベラル・アーツ・カレッジ。1840年に承認されたチャーターを復活させる形で1873年に創設されたサウスウェスタン大学は、テキサス州で最初の大学と称している。この大学は、合同メソジスト教会が設置しているが、カリキュラムは特定宗派に依らない内容となっている。サウスウェスタン大学は、文学、科学、美術、音楽や、学際分野、職業教育など40種類の学士課程を提供している。この大学は、南部大学学校協会と全国音楽校連盟から認証を得ている。2015年. サウスウェスタン大学は、創立
175周年を迎えた。
サウスウェスタン大学は、アナポリス・グループ、南部大学連盟、独立大学協議会に参加しており、タロワール宣言に署名している。

## 歴史
現在の大学としての形態をとる以前に、テキサス州議会（テキサス州下院、1836年 - 1845年）は、ルーターズビルのルーターズビル・カレッジ、サンオーガスティンのウェスレイヤン・カレッジ (Wesleyan College)、クラークスビルのマッケンジー・カレッジ、チャペルヒルのソウル大学と、合わせて4件の学校設置を承認していた。

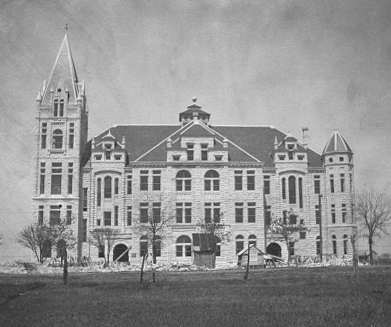
完成間もないロイ・アンド・リトル・カレン・ビルディング (The Roy and Lillie Cullen Building)。

1873年、これら4校の連合によって、ジョージタウンにテキサス大学 (Texas University) が開設された。州議会は、当時オースティンに開設することが提案されていた州立大学（後のテキサス大学オースティン校）のために「テキサス大学」の名称を用いようと考え、この4校による大学には、サウスウェスタン大学という名称での設置認可を1875年に与え、これを既に4校に与えられていた認可を継承するものとした。大学は、創立をルーターズビル・カレッジが設立された1840年としている。このため、サウスウェスタン大学は、テキサス州で最古の大学であり、また、ミシシッピ川以西では2番目に古い共学制のリベラル・アーツ・カレッジであると称している。
1915年、サウスウェスタン大学は、サウスウェスト・カンファレンスの創設メンバーのひとつとなった。長年にわたってサウスウェスタン大学のライバル校として競い合ったのは、南メソジスト大学 (Southern Methodist University, SMU) であったが、その背景には、もともとサウスウェスタン大学をダラスへ移転させようという計画が頓挫し、代わりに南メソジスト大学が設立されたという経緯があった。やがて南メソジスト大学の方が学生数の規模ではるかに大きくなっていくと、サウスウェスタン大学の学生たちはトリニティ大学やオースティン・カレッジをライバルと見なすようになっていった。第二次世界大戦後になると、サウスウェスタン大学は、小規模なリベラル・アーツ・カレッジへと組織改革して、大学院を廃止し、アメリカンフットボールのチームも廃止し、大きな投資を行ってキャンパスの建物も大部分を建て直した。この取り組みには、多額の寄付が寄せられた。
サウスウェスタン大学は、多くの成果をあげた講師陣をキャンパスに迎えてきた歴史があり、ウィリアム・ジェニングス・ブライアン、ヘレン・ケラー、ベル・フックスや、卒業生でもあるJ・フランク・ドビーらが教員となってきた。他にも、鉄道で移動している著名な後援者たちが、オースティンからやってきて、乗り継ぎの時間を利用して講演をして、次の列車でさっていくということもあった。毎年開催されているブラウン・シンポジウム (Brown Symposium) には、1980年代はじめに作家アイザック・アシモフがビデオ会議で参加したり、2002年にはノーベル賞を受賞した経済学者ジョセフ・E・スティグリッツが参加した。また、シリング・レクチャー・シリーズ (the Shilling Lecture series) には、様々な人々が登場しており、当時大統領私設顧問だったカレン・パーフィット・ヒューズ（2003年）、当時ケープタウン大主教だったデズモンド・ムピロ・ツツ（2004年）、パキスタンの元首相ベーナズィール・ブットー（2005年）、ニュージャージー州の元知事トーマス・ケイン（2006年）、元国務長官ジェイムズ・ベイカー（2007年）、元上院議員ビル・ブラッドリー（2008年）、ノーベル平和賞受賞者ワンガリ・マータイ（2009年）、ビル&メリンダ・ゲイツ財団によるグローバル・ヘルス・プログラムのシニア・フェローウィリアム・フェイギー（2010年）、トムズ・シューズ創業者ブレイク・マイコスキー（2011年）、ピューリッツァー賞を3度受賞したトーマス・フリードマン（2012年）らが講演した。「作家の声」シリーズ (The Writer's Voice series) には、2002年にピューリッツァー賞受賞者マイケル・シェイボンが講演した。このシリーズには、ジョイス・キャロル・オーツ（2000年）、マーガレット・アトウッド（2003年）、エイミ・タン（2007年）、アーザル・ナフィースィー（2008年）らも登場した。
1998年、サウスウェスタン大学は、教授陣、学生、同窓生、職員、理事らによって、大学の中核となる目的、中核となる諸価値を定義した。中核となる目的は「その諸価値や行動が人類の福祉に向けた貢献を後押しするようなリベラル・アーツのコミュニティを育てる (Fostering a liberal arts community whose values and actions encourage contributions toward the well-being of humanity)」こととされた。中核となる諸価値は、「生涯学習の推進と知的な個人的成長への情熱、多様な視角の涵養、自己および他者への誠意、人々の価値と尊厳の尊重、正義と普遍的善を追求する活動の奨励 (Promoting lifelong learning and a passion for intellectual and personal growth; fostering diverse perspectives; being true to one's self and others; respecting the worth and dignity of persons, and encouraging activism in the pursuit of justice and the common good.)」とされた。2008年には、第6の価値として、学術的卓越性の涵養 (cultivating academic excellence) が追加された。
2010年1月には、カーボンニュートラル（炭素中立）が目的に加わり、サウスウェスタン大学は、ジョージタウン市と協定し、向こう18年間にわたって全ての消費電力を風力発電だけでまかなうことに合意した。この取り決めによって、サウスウェスタン大学は、再生可能エネルギーで全てを賄うテキサス州最初の大学となった。